# Yi Ŭi-bang
 (août 2025).
Si vous disposez d'ouvrages ou d'articles de référence ou si vous connaissez des sites web de qualité traitant du thème abordé ici, merci de compléter l'article en donnant les références utiles à sa vérifiabilité et en les liant à la section « Notes et références ».
Yi Ŭi-bang (hangeul : 이의방 ; hanja : 李義方 ; RR : I Ui-bang), est un chef militaire coréen, né en 1121 et mort le 12 janvier 1175. C'est l'un des chefs du Régime militaire du Koryŏ, et règne de 1170 à 1175.